# Brüllingsen
Brüllingsen – dzielnica (Ortsteil) wiejskiej gminy Möhnesee w powiecie Soest, w kraju związkowym Nadrenia Północna-Westfalia, w rejencji Arnsberg.

## Demografia
Według spisu ludności z grudnia 2024 roku, w Brüllingsen mieszkało 166 mieszkańców, co stanowi 1,36% wszystkich mieszkańców Möhnesee. 90 mieszkańców to mężczyźni, a 76 to kobiety. Dla 157 mieszkańców Brüllingsen jest głównym miejscem zamieszkania, a dla dziewięciu drugim miejscem zamieszkania.

## Geografia

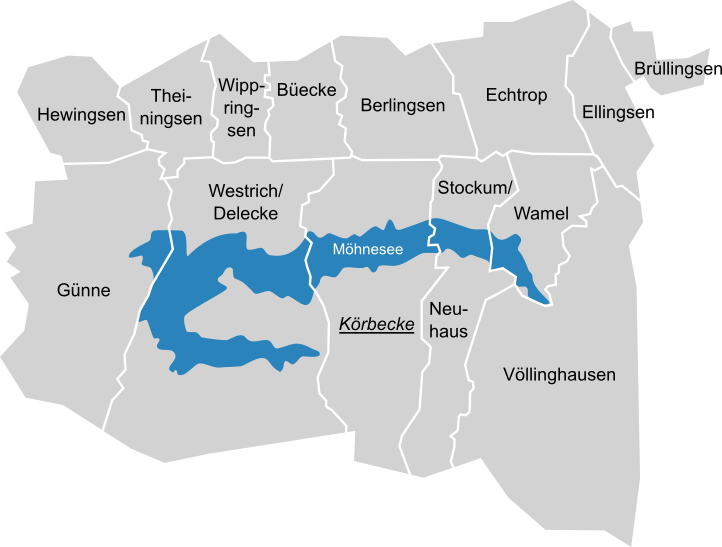
Podział administracyjny Möhnesee

Brüllingsen jest najbardziej na wschód wysuniętą dzielnicą gminy i graniczy z jedną dzielnicą, Ellingsen.

## Historia
Według § 1 "Name, Bezeichnung, Gebiet" zawartego w "Hauptsatzung der Gemeinde Möhnesee, Kreis Soest" (Główne statuty gminy Möhnesee, powiat Soest) Brüllingsen jest, wraz z czternastoma innymi dzielnicami, od 1 lipca 1969 roku częścią gminy Möhnesee.

## Polityka
Burmistrzem Berlingsen (niem. Ortsvorsteher) jest od 2009 roku Thomas Schoene.